# 33189 Ritzdorf
33189 Ritzdorf è un asteroide della fascia principale. Scoperto nel 1998, presenta un'orbita caratterizzata da un semiasse maggiore pari a 2,8732696 UA e da un'eccentricità di 0,1696009, inclinata di 2,04884° rispetto all'eclittica.